# Hotel Wolkenburg

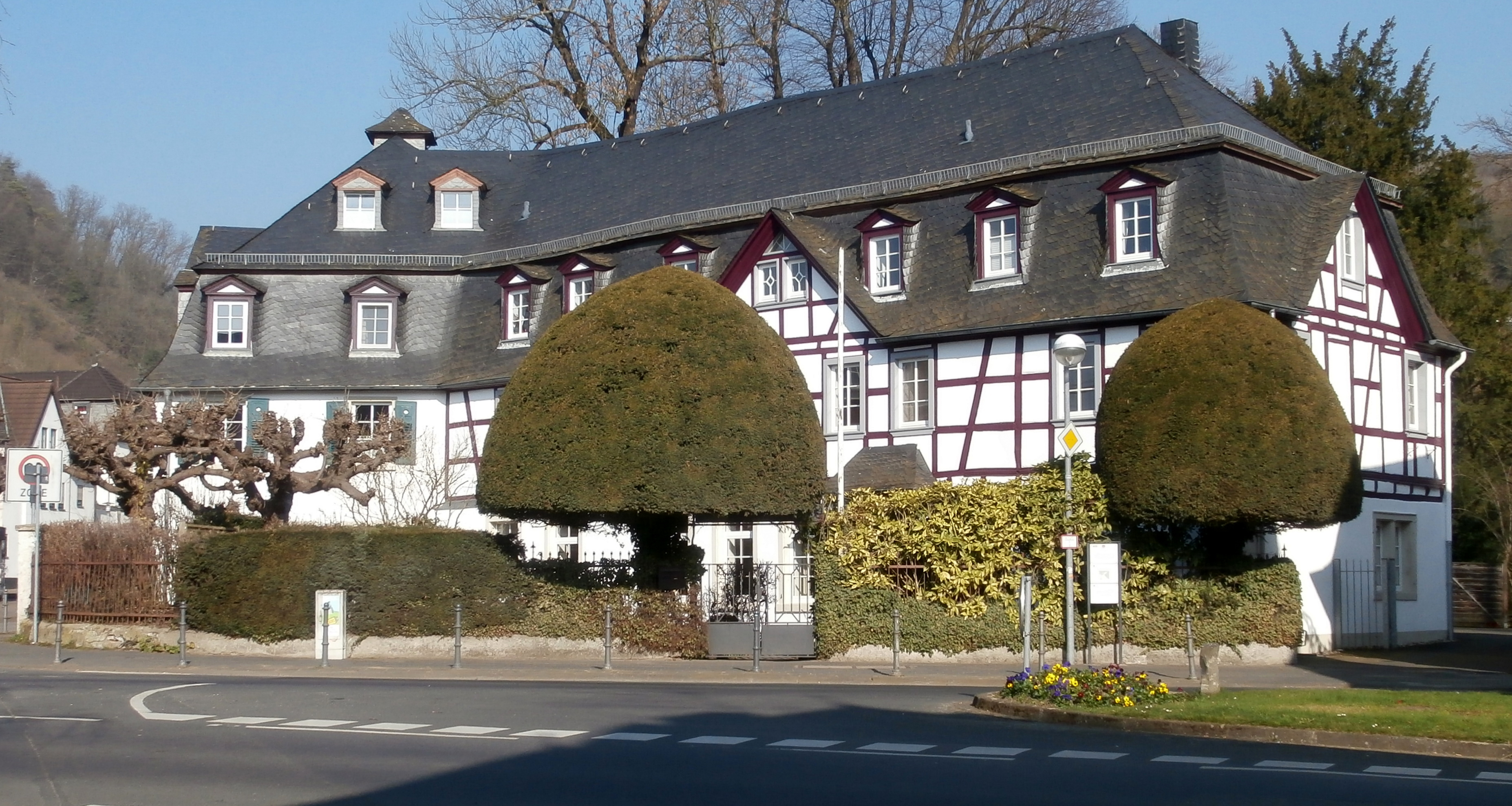
Ehemaliges Hotel Wolkenburg, Ansicht von der Rhöndorfer Straße (2014)

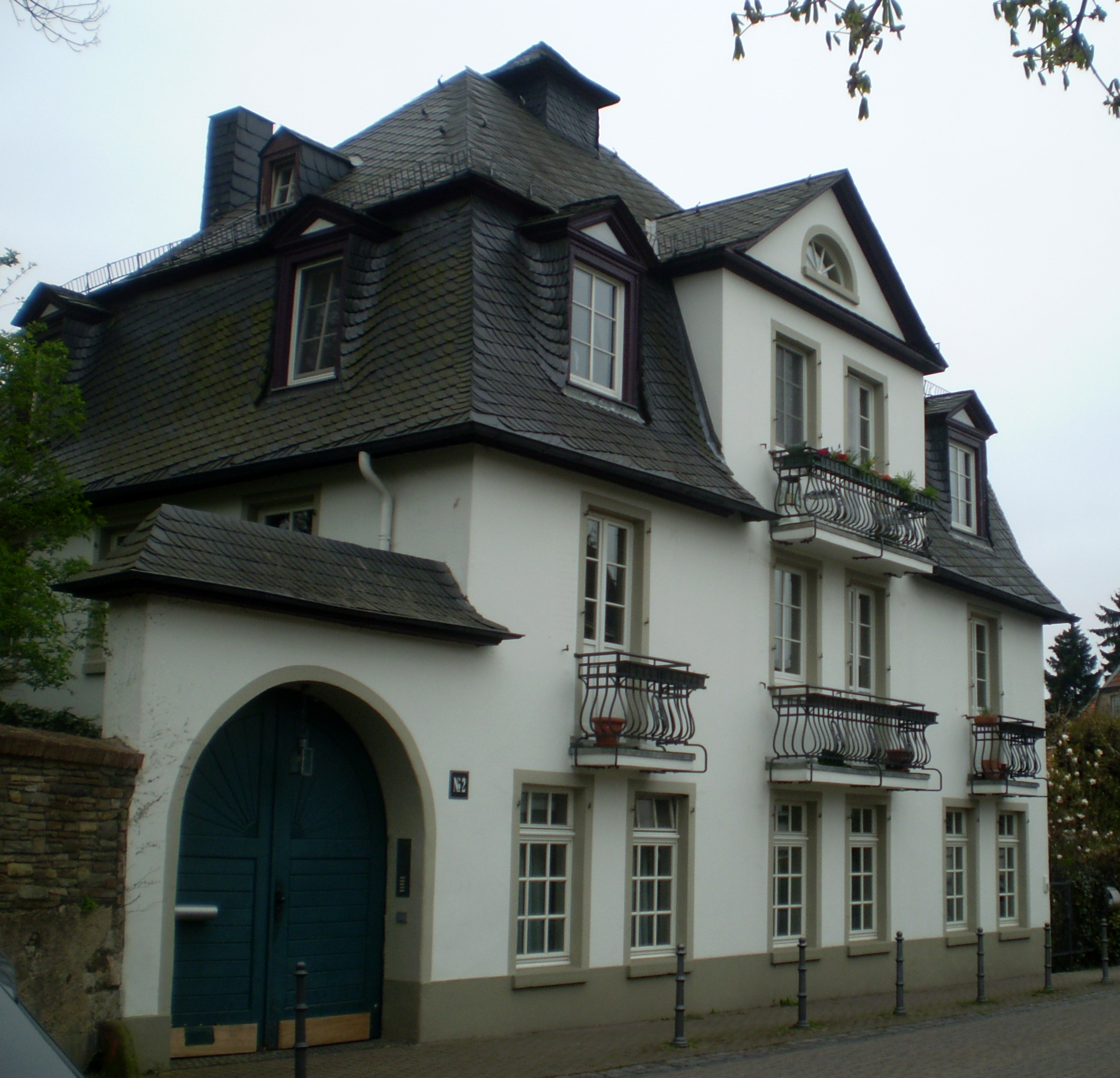
Ehemaliges Hotel Wolkenburg, Ansicht von der Drachenfelsstraße (2012)

Das Hotel Wolkenburg ist ein ehemaliges Hotel in Rhöndorf, einem Ortsteil der Stadt Bad Honnef im nordrhein-westfälischen Rhein-Sieg-Kreis. Das Gebäude liegt an der Drachenfelsstraße (Hausnummer 2) Ecke Rhöndorfer Straße. Es steht als Baudenkmal unter Denkmalschutz. Benannt war das Hotel nach der Wolkenburg, einem der sieben großen Berge des Siebengebirges.

## Geschichte
Das Gebäude entstand 1779 als Fachwerkhaus auf dem früheren Baugrund der Familie des im benachbarten Haus im Turm ansässigen Richters Gerhard Heister. Dessen Urenkel Hermann Jakob Proff und seine Frau Margaretha Quick ließen es in diesem Jahr ausweislich der Initialen in einer Inschrift am Fachwerk des Gebäudes (H I P 17 IHS 79 MQ) errichten. Nach 1832 fiel es in den Besitz der Familie von Hermann Jakob Broel, der dort als Bäcker und Wirt tätig war. Das Haus entwickelte sich bis Ende des 19. Jahrhunderts als „Broel’sche Wolkenburg“ und Standort eines eigenen Weinguts zu einem Hotel und einer Pension verbunden mit einem Weinrestaurant. Die Weinproduktion fand im Keller des Hauses statt, bis 1905 wurde sie in einen gegenüberliegenden Neubau ausgelagert. 1913/14 ließ der seinerzeitige Hotelbesitzer Theodor Broel das Hotel nach einem Entwurf des Honnefer Architekten Ottomar Stein umbauen und einen verputzten Saalbau anfügen. Es galt als einer der renommiertesten Beherbergungsbetriebe des Ortes und verfügte über einen großen Festsaal.
1943 fand in dem Hotel das vorbereitende Treffen der Arbeitsgemeinschaft Erwin von Beckerath statt, die Konzepte für eine Wirtschaftsordnung in der Zeit nach dem Zweiten Weltkrieg entwarf. Gegen Kriegsende wurde das Hotel von Besatzungstruppen beschlagnahmt, die es nach zweitägigem Aufenthalt für das in der benachbarten Villa Merkens untergebrachte schweizerische Generalkonsulat zwecks Unterbringung von Aushilfskräften und Gästen des Konsulats räumten. Am 5. Dezember 1947 gründete sich in dem Hotel die Schutzgemeinschaft Deutscher Wald. 1949 gehörte es zu den Beherbergungsbetrieben in der Enklave Bonn, die für die Unterbringung von Mitarbeitern der Alliierten Hohen Kommission ausgebaut werden sollten. Anlässlich politischer Wahlen diente das Hotel als Wahllokal, in dem auch – so bei der Bundestagswahl 1957 – der seinerzeitige Bundeskanzler Konrad Adenauer seine Stimme abgab. Nach einer Neuverpachtung im Jahre 1974 wurde das Hotel vergrößert und wandelte sich zur Massenherberge, bereits 1979 stellte es seinen Betrieb ein.
Die Eintragung des Gebäudes in die Denkmalliste der Stadt Bad Honnef erfolgte am 8. September 1981. Zwischen 1982 und 1986 wurde das Hotel unter Abbruch der rückwärtigen Anbauten einschließlich der Hotelküche sowie der bereits eingefallenen Nebengebäude und Schuppen umgebaut und dabei in Eigentumswohnungen aufgeteilt. Die Stuckdecken des 18. Jahrhunderts in den südlichen Räumen im ersten Obergeschoss wurden nicht wiederhergestellt, das Dach neu in Schiefer eingedeckt.